# Almost Doesn’t Count
Almost Doesn’t Count ist ein Contemporary R&B/Pop-Song der US-amerikanischen Sängerin Brandy. Geschrieben wurde der Song von Brandy, Shelly Peiken und Guy Roche.
Roche produzierte den im April 1999 als vierte Single aus Brandys Studioalbum Never Say Never ausgekoppelten Song Anfang 1998. Außerdem war das Stück im Soundtrack zum Diana-Ross-Fernsehfilm Double Platinum – Doppel Platin! enthalten. Im September 1999 erschien auch ein von DJ Premier produzierter Remix auf der Extended Play U Don’t Know Me (Like U Used To) - The Remix EP.

## Charts
Der Titel erreichte eine Top-20-Platzierung im Vereinigten Königreich, den Pop-, R&B- und Hip-Hop-Charts der Vereinigten Staaten und in Neuseeland. In den USA war der Song im April zunächst ein Top-Vierzig-Hit, bis er im Juni auf den 16. Platz der Billboard Hot 100 kletterte. In Deutschland erreichte das Stück Platz 88. Der Song blieb acht Wochen in den deutschen Charts.

## Coverversionen
Der Mid-Tempo-Song wurde mehrmals von anderen Künstlern aufgegriffen, so auch von Country-Sänger Mark Wills auf dem Album Permanently, der damit auch in die US-Countrycharts kam. 2007 sampelte der Produzent Jermaine Dupri den Song im Titel Almost Made Ya, interpretiert von dem Rapperduo Ali & Gipp featuring LeToya.